# Dejhuk
Dejhuk (pers. ديهوك) – miasto w Iranie, w ostanie Buszehr. W 2006 roku miasto liczyło 1926 mieszkańców.